# Rugowithius bulbosus
Espèce
Rugowithius bulbosus est une espèce de pseudoscorpions de la famille des Withiidae.

## Distribution
Cette espèce est endémique du Territoire du Nord en Australie. Elle se rencontre vers le parc national de Kakadu.

## Description
Le mâle holotype mesure 2,00 mm et la femelle paratype 1,71 mm.

## Publication originale
- Harvey, 2015 : Revised diagnoses for the pseudoscorpion genera Metawithius and Microwithius, with the description of a new Australian genus, and notes on Withius (Pseudoscorpiones, Withiidae). Journal of Arachnology, vol. 43, no 3, p. 353–370 (texte intégral).